# تپه مفریج ۲
تپه مفریج ۲ در شهرستان دورود، بخش مرکزی، دهستان دورود، ۱ کیلومتری شمال غربی روستای شکر آباد واقع شده و این اثر در تاریخ ۲۳ بهمن ۱۳۸۵ با شمارهٔ ثبت ۱۷۱۸۱ به‌عنوان یکی از آثار ملی ایران به ثبت رسیده است.